# Kościół św. Józefa Oblubieńca w Jaworzynie Śląskiej
Kościół świętego Józefa Oblubieńca – rzymskokatolicki kościół parafialny należący do dekanatu Żarów diecezji świdnickiej.

## Historia
Prace budowlane rozpoczęto w październiku 1896 roku pod kierunkiem Augustyna Grimwalda ze Świdnicy. We wrześniu 1897 roku budowa została zakończona. W tym samym roku, świątynię uroczyście konsekrował kardynał Georg Kopp. W 1897 roku rozpoczęto prowadzenie ksiąg parafialnych. Część kosztów prac budowlanych została pokryta przez arcybiskupa wrocławskiego, reszta została sfinansowana z ofiar miejscowych wiernych, zarówno w formie pieniędzy jak i siły roboczej.

## Architektura i wyposażenie
Kościół reprezentuje styl neogotycki. Został wzniesiony z czerwonej nieotynkowanej cegły, jednonawowy, z węższym prezbiterium, nakryty dachem dwuspadowym, od strony południowej jest umieszczona wieża na planie kwadratu zwieńczona sześciobocznym ostrosłupowym hełmem. Na hełmie znajduje się pozłacana przez złotnika Reisse ze Świdnicy kula oraz krzyż wykonany przez mistrza ślusarskiego Hempela. Do wyposażenia świątyni należą wykonany w 1897 roku, drewniany neogotycki ołtarz główny, posiadający malowane elementy snycerskie, drewniana ambona i trzy witraże znajdujące się w oknach ściany wschodniej.
Organy zostały wybudowane przez firmę Schlag & Söhne w 1895 roku jako opus 432.
Na wieży wiszą trzy dzwony o różnym pochodzeniu. Najmniejszy – najstarszy, pochodzi z 1500 roku, średni dzwon pochodzi z lat 20 XX w., natomiast duży, odlany w 1900 ze staliwa w Bochum, został najprawdopodobniej przeniesiony z nieistniejącego już kościoła ewangelickiego w Jaworzynie Śląskiej. Dwa mniejsze dzwony zostały wykonane z brązu.